# Шеридан, Тейлор
Тейлор Шеридан (англ. Taylor Sheridan; род. 21 мая 1970, Чапел-Хилл, Северная Каролина) — американский актёр, сценарист и режиссёр. Номинант на премии BAFTA, «Золотой глобус» и«Оскар» в категории «Лучший оригинальный сценарий» за сценарий к фильму «Любой ценой» (2016).
После ограниченного успеха в качестве актера телевидения (наиболее известной его ролью стал неподкупный полицейский Дэвид Хэйл в сериале «Сыны анархии»), Шеридан сконцентрировался на написании сценариев к полнометражным художественным фильмам. За работу над своим дебютным сценарием к фильму «Убийца» Шеридан был номинирован на премию Гильдии сценаристов США за «Лучший оригинальный сценарий». Сценарий Шеридана к фильму «Любой ценой» был отмечен номинацией на «Оскар» в категории «Лучший оригинальный сценарий». Кроме того, «Любой ценой» вошёл в число десяти фильмов года по версии Американского института киноискусства и был номинирован на множество других престижных наград.

## Биография
Тейлор Шеридан вырос на ранчо в Крэнфилс-Гэп, штат Техас. По собственному признанию, он жил бы там до сих пор, если бы в 1990-е, во время экономического кризиса, банк не отобрал бы дом у его семьи за неуплату ипотечного кредита. Шеридан поступил в Университет Штата Техас (Texas State University), но был исключён за неуспеваемость, после чего отправился в Лос Анджелес, намереваясь стать актёром.
Актёрская карьера Шеридана началась с маленьких ролей в телесериалах «Вероника Марс» и «Крутой Уокер: Правосудие по-техасски». Также у него были небольшие роли в сериалах «C.S.I.: Место преступления» и «Морская полиция: Спецотдел». Наиболее известной ролью Шеридана стал образ Дэвида Хэйла в сериале «Сыны анархии».
Я не хотел, чтобы, когда моему сыну будет семь-восемь лет, я ему буду говорить, что он может добиться всего, чего захочет, но, сынок, извини, я не приду на твой бейсбольный матч, потому что у меня пробы.
Когда ему исполнилось сорок лет, Шеридан переквалифицировался в сценариста после почти 20 лет в качестве актёра. По словам Шеридана, он осознавал, что изначально не был талантливым актером, и уже не надеялся получить большие роли даже в будущем. Свидетельством тому было неудовлетворительное финансовое предложение от создателей «Сынов анархии» на третий сезон сериала. Шеридан, у которого на тот момент недавно родился ребёнок, отказался от невыгодных условий, и его персонаж был «убит». Жена Шеридана купила на последние остававшиеся на кредитной карте деньги программу для написания сценариев «Final Draft», и Тейлор принялся за работу, толком не зная как это делается. В работе он руководствовался своими многочисленными неудачами в качестве актёра, и, по собственному утверждению, считал, что «знаю, как писать не надо, и если у меня получится, то уже будет неплохо».
Первым его сценарием стал «Убийца», режиссёром которого выступил Дени Вильнёв, а в главных ролях снялись Эмили Блант, Бенисио дель Торо и Джош Бролин. Фильм стал успешным как у зрителя, так и среди критиков. При бюджете в 30 миллионов долларов, «Убийца» собрал 85 миллионов в мировом прокате, а рейтинг «свежести» на сайте Rotten Tomatoes составляет 94 процента. Сам Шеридан был номирован на премию Гильдии сценаристов США за «Лучший оригинальный сценарий».
Следующей работой Шеридана стал сценарий под названием «Команчерия» (англ. Comancheria). Сценарий был быстро приобретён студией, но производство застопорилось, и в 2012 году сценарий был включён в «Чёрный список». Через несколько лет он был переименован в «Любой ценой» (в оригинале: англ. Hell or High Water) и вышел в прокат в 2016 году. Главные роли исполнили Джефф Бриджес, Крис Пайн и Бен Фостер. Этот фильм также стал весьма успешным как с коммерческой точки зрения (сборы составили 38 миллионов долларов против 12-миллионного бюджета), так и среди критиков: на сайте Rotten Tomatoes рейтинг фильм составляет 98 процентов. Сценарий Шеридана был номинирован на премии BAFTA, Золотой глобус и «Оскар». Шеридан исполнил в фильме эпизодическую роль ковбоя, перегоняющего стадо скота, по той лишь причине, что он, как выяснилось, оказался единственным на съёмочной  площадке, кто мог одновременно ехать верхом на лошади и говорить текст.
В 2011 году Шеридан дебютировал в качестве режиссёра малобюджетного, независимого фильма ужасов «Гнусный». Позже Шеридан говорил, что его едва ли можно назвать режиссёром этого фильма, так как он руководил съемками и помогал при монтаже по просьбе друга. Сам же он считает своим режиссёрским дебютом фильм «Ветреная река», вышедший на экраны в 2017 году. Фильм повествует о расследовании гибели молодой девушки-индианки в индейской резервации Уинд-Ривер в штате Вайоминг, которое ведет молодая агент ФБР Джейн Бэннер (Элизабет Олсен). Будучи незнакомой с особенностями местной природы, культурой и неписаными законами, Бэннер просит о помощи егеря Кори Ламберта (Джереми Реннер), друга семьи погибшей. Шеридан также написал сценарий к этому фильму, но не смог доверить его снимать никому, кроме себя. Шеридан в молодости долго жил в резервации и с проблемами, поднятыми в фильме, знаком не понаслышке. Кроме того, Шеридан признался, что дал обещание некоторым индейцам, что фильм будет снят определенным образом, поэтому не мог положиться на других режиссёров.
В 2018 на экраны вышел сиквел «Убийцы» под названием «Убийца 2: Против всех», автором сценария к которому также выступил Шеридан. Кроме того, Шеридан стал создателем, автором сценария и режиссёром вышедшего в 2018 году сериала «Йеллоустоун» с Кевином Костнером в главной роли.

## Стиль
Как бывший актёр, Шеридан максимально избегает экспозиционных диалогов в своих сценариях. Кроме того, он предпочитает «абсурдно простые» сюжеты, чтобы сконцентрироваться на характере героев. При этом он все время экспериментирует со структурой сценария в попытке нарушить общепринятые каноны написания сценария с целью удивить зрителя, которого он считает интеллектуальным и искушенным в вопросах кино.
Особую роль в сценариях Шеридана занимает лейтмотив отца-неудачника, который либо не сумел сберечь членов своей семьи, либо разрушил хорошие отношения с ней. Так, Алехандро из «Убийцы» потерял жену и дочь от рук мексиканских наркоторговцев, а Тоби Ховард из «Любой ценой» пытается обеспечить хорошее будущее для бывшей жены и детей, тогда как его брат отсидел за убийство отца. В свою очередь, Кори Ламберт и Мартин Хэнсон из «Ветреной реки» лишились дочерей. Шеридан объясняет это тем, что начал писать сценарии, когда у него родился ребенок, а сам он, будучи малоизвестным актёром, не мог обеспечить семью и испытывал большой страх, что может потерять своих близких.
«Ветреную реку» в совокупности с «Убийцей» и «Любой ценой» Шеридан называет «фронтирной трилогией», так как действие этих фильмов происходит на территории, которая когда-то являла собой Дикий Запад. Проблемы же, свойственные для того периода (криминал, насилие против женщин, беззаконие, конфликты с коренным населением), во многом никуда не делись и в разной степени освещаются в работах Шеридана. Для описания жанра, в котором работает Шеридан, в прессе неоднократно использовался термин нео-вестерн.

## Фильмография

### Актёр
| Год(ы)   | Проект                               | Роль                             | Примечание                                    |
| -------- | ------------------------------------ | -------------------------------- | --------------------------------------------- |
| 1995     | Крутой Уокер: Правосудие по техасски | Вернон                           | Эпизод: «Зона военных действий»               |
| 1996     | Её дорогостоящее дело                | Крис                             | Телефильм                                     |
| 1997     | Доктор Куин, женщина-врач            | Капрал Уинтерс                   | Эпизод: «Дело совести»                        |
| 1999     | Нас пятеро                           | Контргай                         | Эпизод: «Призраки»                            |
| 2000     | Время твоей жизни                    | Коннор                           | Эпизод: «Время, когда они решили встречаться» |
| 2001     | Девушка с характером                 | Дейв                             | Эпизод: «А.И. Хигрхайз»                       |
| 2001     | Плохие новости, господин Свенсон     | Чарли                            | Телефильм                                     |
| 2002     | Сильное лекарство                    | Такер                            | Эпизод: «Положительный»                       |
| 2003     | Защитник                             | Тим Доханик                      | Эпизод: «Возвращение на ринг»                 |
| 2003     | Белая лихорадка                      | Буксир / Дуглас                  | Кинофильм                                     |
| 2003     | 10-8: Дежурные офицеры               | Стрелок                          | Эпизод: «Братья по оружию»                    |
| 2004     | Звёздный путь: Энтерпрайз            | Джареб                           | Эпизод: «Избранное королевство»               |
| 2004     | Полиция Нью-Йорка                    | Тим Льюис                        | Эпизод: «Старый Йеллер»                       |
| 2005     | Место преступления: Нью-Йорк         | Джоэл Бэнкс                      | Эпизод: «Спрос и предложение»                 |
| 2005     | C.S.I.: Место преступления           | Эван Питерс                      | Эпизод: «Секреты и файлы»                     |
| 2005-07  | Вероника Марс                        | Дэнни Бойд                       | 5 эпизодов                                    |
| 2008-10  | Сыны анархии                         | Замначальника полиции Дэвид Хейл | 21 эпизод                                     |
| 2011     | Морская полиция: Лос-Анджелес        | Капитан ВМС Дженнингс            | Эпизод: «Враг внутри»                         |
| 2016     | Любой ценой                          | Ковбой                           | Кинофильмы                                    |
| 2018     | Кавалерия                            | Брайан                           | Кинофильмы                                    |
| 2018-24. | Йеллоустон                           | Трэвис Уитли                     | 12 эпизодов                                   |
| 2022     | 1883                                 | Чарльз Гуднайт                   | 2 эпизода                                     |
| 2024     | Спецназ: Львица                      | Коди Спирс                       | 3 эпизода                                     |
| TBA      | Поцелуй на сцене                     | Джордж                           | Будущий кинофильм                             |

### За кадром

#### Кинематограф
| Год  | Фильм                     | Режиссёр | Сценарист | Продюсер       | Примечания     |
| ---- | ------------------------- | -------- | --------- | -------------- | -------------- |
| 2011 | Гнусный                   | Да       |           |                |                |
| 2015 | Убийца                    |          | Да        |                |                |
| 2016 | Любой ценой               |          | Да        |                |                |
| 2017 | Ветреная река             | Да       | Да        |                |                |
| 2018 | Убийца 2: Против всех     |          | Да        |                |                |
| 2021 | Без жалости               |          | Да        |                |                |
| 2021 | Те, кто желает мне смерти | Да       | Да        | Да             |                |
| 2021 | Чистая решимость          |          |           | Да             | Документальный |
| 2023 | Крупный улов              |          |           | Да             |                |
| TBA  | Быстрый                   |          | Да        |                |                |
| TBA  | Олимп                     |          | Да        | Исполнительный |                |

#### Телевидение
| Год(ы)    | Проект                          | Режиссёр | Сценарист | Исполнительный продюсер | Создатель | Примечания |
| --------- | ------------------------------- | -------- | --------- | ----------------------- | --------- | --- |
| 2018-24   | Йеллоустон                      | Да       | Да        | Да                      | Да        | Создатель, шоураннер, сценарист и исполнительный продюсер (53 эпизода) Режиссёр (12 эпизодов)                                                   |
| 2019-23   | Последний ковбой                |          |           | Да                      | Да        | Реалити-шоу, 24 эпизода |
| 2021-22   | 1883                            | Да       | Да        | Да                      | Да        | Создатель, шоураннер, сценарист и исполнительный продюсер (10 эпизодов) Режиссёр (Эпизод: «1883»)                                               |
| 2021-н.в. | Мэр Кингстауна                  | Да       | Да        | Да                      | Да        | Создатель (30 эпизодов) Режиссёр и сценарист (2 эпизода) Сценарист (10 эпизодов) Исполнительный продюсер (22 эпизода)                           |
| 2022      | 1883: Дорога на запад           |          |           | Да                      |           | Документальный телефильм |
| 2022-н.в. | Король Талсы                    |          | Да        | Да                      | Да        | Создатель и исполнительный продюсер (19 эпизодов) Сценарист (Эпизод: «Иди на запад, старик»)                                                    |
| 2022-25   | 1923                            |          | Да        | Да                      | Да        | 16 эпизодов, также шоураннер |
| 2023      | Законники: Басс Ривз            |          |           | Да                      |           | Мини-сериал, 8 эпизодов |
| 2023      | Вилли Нельсон и семья           |          |           | Да                      |           | Доументальный мини-сериал, 4 эпизода |
| 2023-н.в. | Спецназ: Львица                 | Да       | Да        | Да                      | Да        | Создатель, шоураннер, сценарист и исполнительный продюсер (16 эпизодов) Режиссёр (2 эпизода) Второй режиссёр (Эпизод: «Компас указывает домой») |
| 2024-н.в. | Землевладелец                   | Да       | Да        | Да                      | Да        | Создатель, шоураннер, сценарист и исполнительный продюсер (10 эпизодов) Режиссёр (2 эпизода)                                                    |
| 2025      | Дорога                          |          |           | Да                      |           | Будущее телешоу |
| 2026      | Мадисон                         |          |           | Да                      | Да        | Будущий сериал (10 эпизодов) |
| TBA       | 6666                            |          |           | Да                      | Да        | Будущие сериалы |
| TBA       | 1944                            |          |           |                         | Да        | Будущие сериалы |
| TBA       | Безымянный спин-офф Йеллоустона |          |           |                         | Да        | Будущие сериалы |